# Заварыгин
Заварыгин — хутор в Иловлинском районе Волгоградской области России. Входит в состав Медведевского сельского поселения.

## География
Хутор находится в центральной части Волгоградской области, в степной зоне, в пределах Приволжской возвышенности, на левом берегу реки Тишанки, на расстоянии примерно 16 километров (по прямой) к юго-востоку от посёлка городского типа Иловля, административного центра района. Абсолютная высота — 51 метр над уровнем моря.
Часовой пояс
Хутор Заварыгин, как и вся Волгоградская область, находится в часовой зоне МСК (московское время). Смещение применяемого времени относительно UTC составляет +3:00.

## История
В «Списке населённых мест Земли Войска Донского», изданном в 1864 году, населённый пункт упомянут как хутор в составе юрта станицы Качалинской Второго Донского округа, при речке Тишанке, расположенный в 141 версте от окружной станицы Нижне-Чирской. В Заварыгине имелось 19 дворов и проживало 155 жителей (75 мужчин и 80 женщин).
В 1928 году населённый пункт был включён в состав новообразованного Иловлинского района Сталинградского округа Нижне-Волжского края (с 1934 года — Сталинградского края, с 1936 года — Сталинградской области). Хутор являлся центром Заварыгинского сельсовета, включённого в том же году в состав Медведевского сельсовета.

## Население
| 2010 |
| ---- |
| 113  |

Гендерный состав
По данным Всероссийской переписи населения 2010 года в гендерной структуре населения мужчины составляли 51,3 %, женщины — соответственно 48,7 %.
Национальный состав
Согласно результатам переписи 2002 года, в национальной структуре населения русские составляли 86 % из 143 чел.

## Улицы
Уличная сеть хутора состоит из одной улицы и одного переулка.